# Дивлячись на чужі страждання
Дивлячись на чужі страждання (англ. Regarding the Pain of Others) — збірка есе американської письменниці і культурної критикині Сьюзен Зонтаґ, написана у 2003 році. Це остання з робіт, яка була опублікована письменницею. Робота є продовженням і доповненням виданої у 1977 році збірки есе «Про фотографію». У збірці йдеться про фотографію як про один зі способів репрезентації війни і насилля у сучасному світі та культурі.
У 2003 році книга була номінована на Премію Національного кола книжкових критиків.

## Зміст
У своїй книзі Зонтаґ пише про те, як виникла військова фотографія та дає змістовну історію зображення військових конфліктів від офортів Гої і фотографій, які були зроблені під час громадянської війни у США до знімків війни у Югославії, Ізраїлі і Палестині. Критикиня пояснює, як військова фотографія стала політичним інструментом маніпуляції та на прикладах показує, який вплив мають на людей зображення війни та насилля. У своїх есе вона намагається знайти відповіді на такі питання: у чому ціль демонстрації війни, як впливає на нашу свідомість споглядання на чужі страждання, чи спонукають нас картини жахів до насилля? Основна мета збірки, як стверджує сама письменниця, полягає у тому, щоб люди зрозуміли, що бачити, чути, читати про якісь події — це не те саме, коли людина перебуває у їх епіцентрі і є частиною процесу.

## Зміст кожного есе

### Ece 1
С. Зонтаґ покликається на працю Вірджинії Вульф «Три гінеї». Як і вона запитує у себе, ким є «ми», котрі чинять або дивляться на насилля. Дослідниця говорить про те, що для сприйняття, дуже важливо, хто дивиться на фотографію, який у нього статус, у якому політичному контексті він живе та яку роль виконує у соціумі. Вона стверджує, що фотографія може бути неправильно додана до контексту, а отже, неправильно сприйнята глядачем, тобто вона може стати інструментом маніпуляції. Також С. Зонтаґ називає військових фотографів спеціалізованими туристами, робота яких мало що означає для спостерігачів з дивану.

### Ece 2
С.Зонтаґ розповідає історію появи військової фотографії з тих часів, коли це були постановочні кадри після боїв до того моменту, коли фотограф став частиною військових дій. Вона наголошує на тому, що попри те, що фотографія об'єктивна за своєю природою, бо зображає реальну дійсність, вона все ж таки залишається точкою зору фотографа, тобто глядач бачить те, що йому хочуть показати, а не весь порядок речей. Письменниця також говорить про реальне і репрезентативне у нашому сприйнятті. Для цього вона розповідає історії очевидців трагедії 11 вересня 2001 року і цитує їх коментарі, де вони казали, що сприймали реальність у той момент як у кіно.

### Ece 3
С.Зонтаґ розвиває тему про постановочні фототографії та запитує себе, для чого їх роблять. Вона згадує про серію офортів Гої «Лихоліття війни», які зображають Наполеонівське вторгнення до Іспанії. Гоя як високоморальний художник уникає видовища у своїх роботах, тоді як Метью Брейді та Роджер Фентон, фотографи громадянської війни у США, створюють видовище та грають на людському сприйнятті. С.Зонтаґ говорить про те, що фотографія драматизує ситуацію спеціально для того, щоб потішити жагу глядача до жахливого.

### Ece 4
С.Зонтаґ знов згадує про маніпулятивний характер військових знімків. Вона пише про те, що фотографії можуть піддаватись цензурі з боку уряду, ЗМІ або ж навіть самих фотографів. Також тут вона говорить про те, що дивитися на фотографії насилля над темношкірими для колоніального суспільства набагато прийнятніше, ніж на страждання таких самих як вони. Так само і з ворогами: бачити трупи ворога — це нормально, дивитися на трупи своїх — це біль.

### Ece 5
С.Зонтаґ говорить про те, що фотографія — це не тільки документування подій, це ще й один із видів візуального мистецтва. Саме тому військова фотографія викликає стільки резонансу. Письменниця застерігає, що не варто сліпо довіряти красі військових фотографій, бо їх краса не в'яжеться зі змістом. У цьому розділі вона також підіймає тему того, що фотографії замінюють глядачам спогади і таким чином, змінюють спосіб сприйняття світу і застосування знань для розв'язання майбутніх проблем.

### Ece 6
С.Зонтаґ задається питанням, чому люди хочуть дивитись на насилля. Вона доходить до висновку, що ця потреба лежить у культурі розваг людей.

### Ece 7
Письменниця обурюється з того, як французькі інтелектуали проінтерпретували її ідеї про управління увагою людей ЗМІ і про те, що саме через транслювання страждань, були організовані масові протести проти війн і несправедливостей. Вона називає культурним провінціалізмом те, що її колеги переконані, що для того, щоб прибрати біль, достатньо лише прибрати зображення, тобто закрити очі, виключити телевізор, не читати газет. С.Зонтаґ нагадує, що у більшості людей «виключити страждання» не вийде, бо це реальність, у якій вони живуть кожного дня.

### Ece 8
С.Зонтаґ говорить про пам'ять та про те, на що вона здатна. Вона наполягає на етичній природі запам'ятовування і на колективній потребі забування. Дослідниця пише тут про те, що якщо глядач побачив новину, це не означає, що він здатен аналізувати її, а також про те, що фотографії не можуть навчати нас історії.

### Ece 9
С.Зонтаґ закликає подумати про реальність війни і погоджується з тими, хто пережив жахіття війни на собі у думці про те, що люди, що дивляться на зображення насилля, ніколи повністю не зможуть зрозуміти, що таке війна.